# NGC 3989
NGC 3989 est une galaxie spirale située dans la constellation du Lion. NGC 3989 a été découverte par l'astronome irlandais R. J. Mitchell  en 1854.

## Caractéristiques
Sa vitesse par rapport au fond diffus cosmologique est de 4 777 ± 22 km/s, ce qui correspond à une distance de Hubble de 70,5 ± 4,9 Mpc (∼230 millions d'al).
NGC 3989 présente une large raie HI.

## Groupe de NGC 3997
Selon A.M Garcia, NGC 3989 fait partie du groupe de NGC 3997. Ce groupe compte au moins cinq galaxies : NGC 3993, NGC 3997, IC 746, CGCG 127-109 et MCG 4-28-109.
Notons que la galaxie NGC 3997 est placée dans un autre groupe par Abraham Mahtessian avec les galaxies NGC 3987, NGC 4005, NGC 4015 et NGC 4022.
Certaines des galaxies du groupe de Mahtessian sont dans un autre groupe décrit dans l'article de Garcia, le groupe de NGC 3987. Les galaxies du groupe de NGC 4007 sont à une distance moyenne de 70,7 ± 2,5 Mpc, celles du groupe de NGC 3987 à 70,4 ± 1,1 Mpc et celles du groupe de NGC 3997 à 73,8 ± 3,7 Mpc. Les galaxies des trois groupes décrits par ces deux auteurs sont toutes situées à des distances assez semblables de la Voie lactée, de 68,6 à 78,7 Mpc. Leur appartenance à l'un ou l'autre des groupes peut donc varier et elle dépend des critères de regroupement utilisés par les auteurs.